# 도암서원 (경북)
도암서원 (경북)(道巖書院)은 대한민국 경상북도 고령군에 위치한 조선 시대의 서원이다. 1666년에 창건되었으며, 김면(金沔)을 제향하고 있다.